# قتادة بن النعمان
قتادة بن النعمان (المتوفي سنة 23 هـ) صحابي من الأنصار من بني ظفر من الأوس، بايع النبي محمد بيعة العقبة الثانية، وشهد معه المشاهد كلها، وتوفي في آخر خلافة عمر بن الخطاب.

## سيرته
بايع قتادة بن النعمان النبي محمد بيعة العقبة الثانية مع السبعين، وذلك في رواية الواقدي وموسى بن عقبة وأبي معشر المدني، ولم يذكره ابن إسحاق فيمن شهد البيعة الثانية، وهو أخو أبي سعيد الخدري لأمه، أمهما أنيسة بنت قيس النجارية الخزرجية.
وبعد الهجرة النبوية، شهد قتادة بن النعمان مع النبي محمد المشاهد كلها، وكان فيها من الرماة المعدودين. أصيب قتادة في عينه يوم أحد فوقعت عينه على خده، فردّها النبي محمد إلى مكانها، فصارت أصحّ عينيه. ويوم فتح مكة، كانت راية بني ظفر مع قتادة. وبعد وفاة النبي محمد، سار قتادة مع الخليفة الثاني عمر بن الخطاب حين وفد إلى الشام، وكان على مقدمته.
توفي قتادة بن النعمان سنة 23 هـ في المدينة المنورة، وعمره 65 سنة، وصلى عليه الخليفة عمر بن الخطاب، ونزل قبره أخوه أبو سعيد الخدري ومحمد بن مسلمة والحارث بن خزمة. ترك قتادة من الولد عبد الله وأم عمرو أمهما هند بنت أوس بن خزمة من بني غنم بن عوف من الخزرج، وعمرو وحفصة أمهما الخنساء بنت خنيس الغساني، قيل أمهما عائشة بنت جري بن عمرو الظفرية الأوسية، وهو جد عاصم بن عمر بن قتادة المحدث النسابة الذي أكثر ابن إسحاق الرواية عنه.

## روايته للحديث النبوي
- روى عن: النبي محمد.[7]
- روى عنه: أخوه لأمه أبو سعيد الخدري وابنه عمر بن قتادة ومحمود بن لبيد الأنصاري[2] وعبيد بن حنين[7] وعياض بن عبد الله بن سعد بن أبي السرح.[8]
- الجرح والتعديل: لقتادة بن النعمان أحاديث رواها له البخاري والترمذي والنسائي ومحمد بن ماجه.[7]